# Moonlight Shadow
Moonlight Shadow – piosenka napisana przez Mike’a Oldfielda, wydana jako singel w maju 1983. W tym samym roku ukazał się album Crises, na którym znalazło się między innymi nagranie Moonlight Shadow. Piosenkę śpiewała szkocka wokalistka Maggie Reilly.

## Spis utworów
1. „Moonlight Shadow” – 3:37/5:18[1]
2. „Rite of Man” – 2:21